# Café com leite

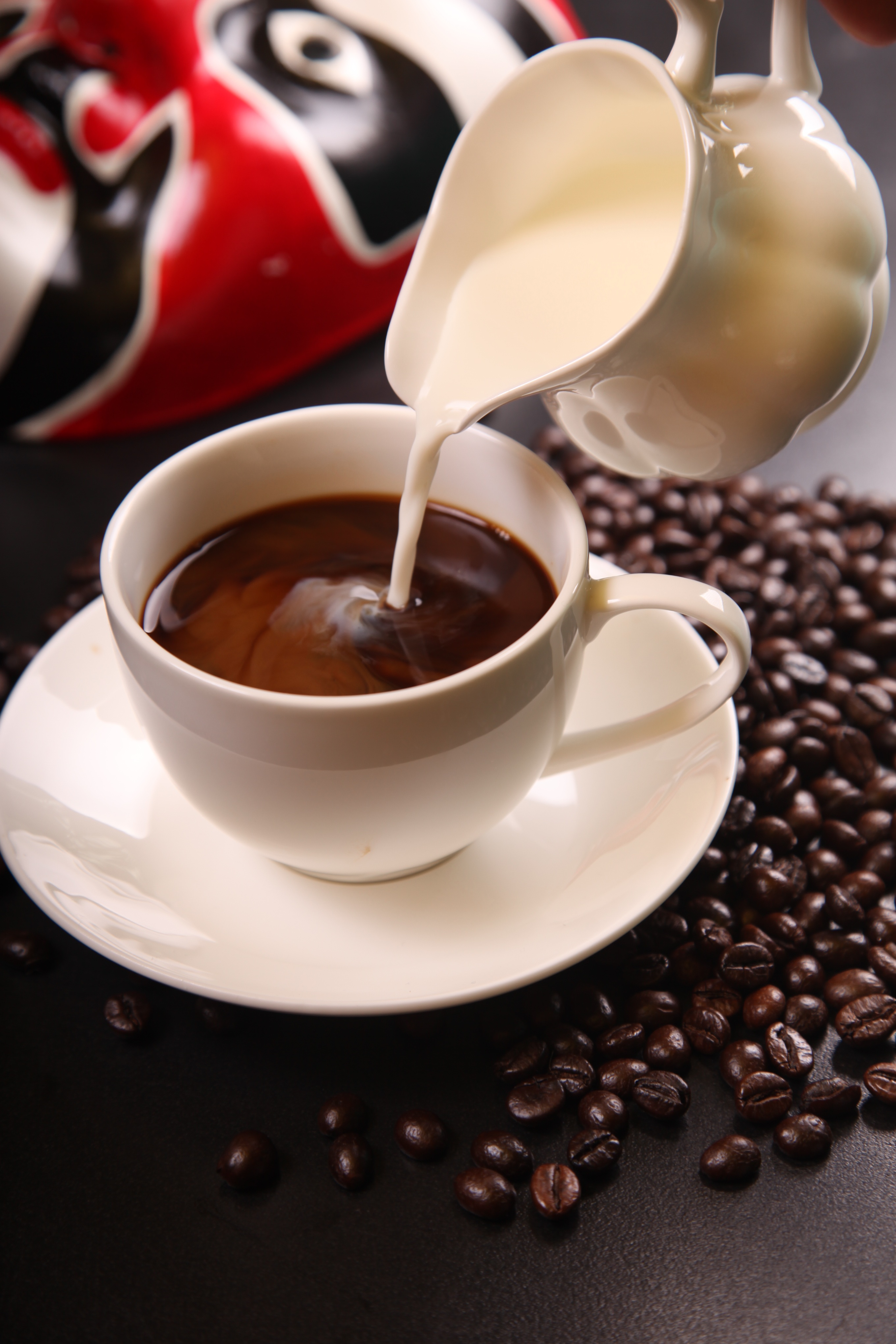
Leite sendo colocado numa xícara de café.

Café com leite é a mistura entre duas bebidas famosas: café e o leite, sendo uma bebida típica de Portugal e Brasil. A mistura entre o café e o leite, em suas diversas variações, é uma das bebidas matinais mais consumidas do mundo. Entre suas variações está o cappuccino. Essa mistura geralmente conhecido como galão teve a sua origem na Europa, e passou a ser uma bebida mundial.

## Surgimento e história

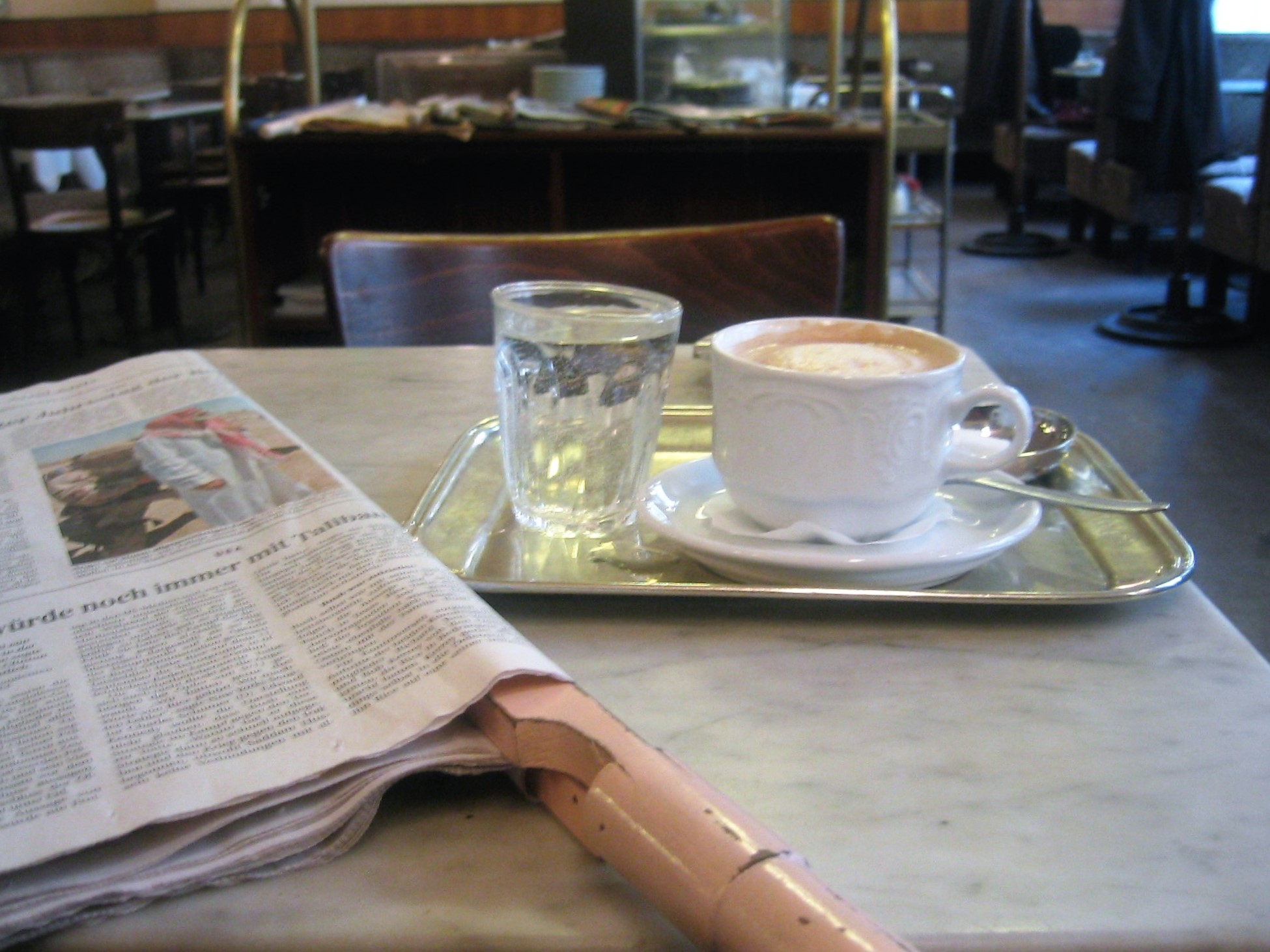
O Café com leite é uma bebida que entra no cardápio de várias pessoas de todo o mundo, inclusive no Brasil

O café com leite é uma bebida apreciada em muitos lugares do mundo. Essa bebida surgiu na Europa. Quando o café entrou nesse continente e a fazer sucesso, regiões leiteiras da Europa (Países Baixos) tiveram a ideia de misturar o café  com o leite , para dar a energia do café e o alimento do leite. Essa ideia não deu muito certo dentro da Europa, já que o leite não era produzido em todas as regiões para o consumo com o café. A reinvenção surgiu na Itália, com o surgimento do cappuccino.
Com o neocolonialismo, o café com leite se espalhou para a Ásia, Américas e Oceania, e teve como destaque o próprio cappuccino. Nas áreas rurais, onde o processo do cappuccino não podia ser feito, os colonos misturavam o leite integral das vacas com o café passado. Isso se perpetuou nas cidades pequenas e com o tempo várias pessoas haviam se habituado com o café com leite, mais barato e fácil de fazer.
A produção industrial de café e o leite foram evoluindo, em meados dos anos 50 com o surgimento do leite em pó, o café com leite ficou mais acessível a regiões onde o leite não era produzido e nem levado, fazendo com que se popularizasse cada vez mais. O café evoluiu até chegaram os solúveis, ou seja, o café é transformado em pó e pode ser dissolvido na água e/ou no leite, assim não precisando passar no coador para tirar as impurezas. A alta tecnologia dos dias de hoje fez com que as indústrias alimentícias criassem um novo tipo de café com leite, que não precise nem do café e nem do leite. É o café com leite solúvel, ao qual se acrescenta apenas água quente.

## Compostos nutritivos

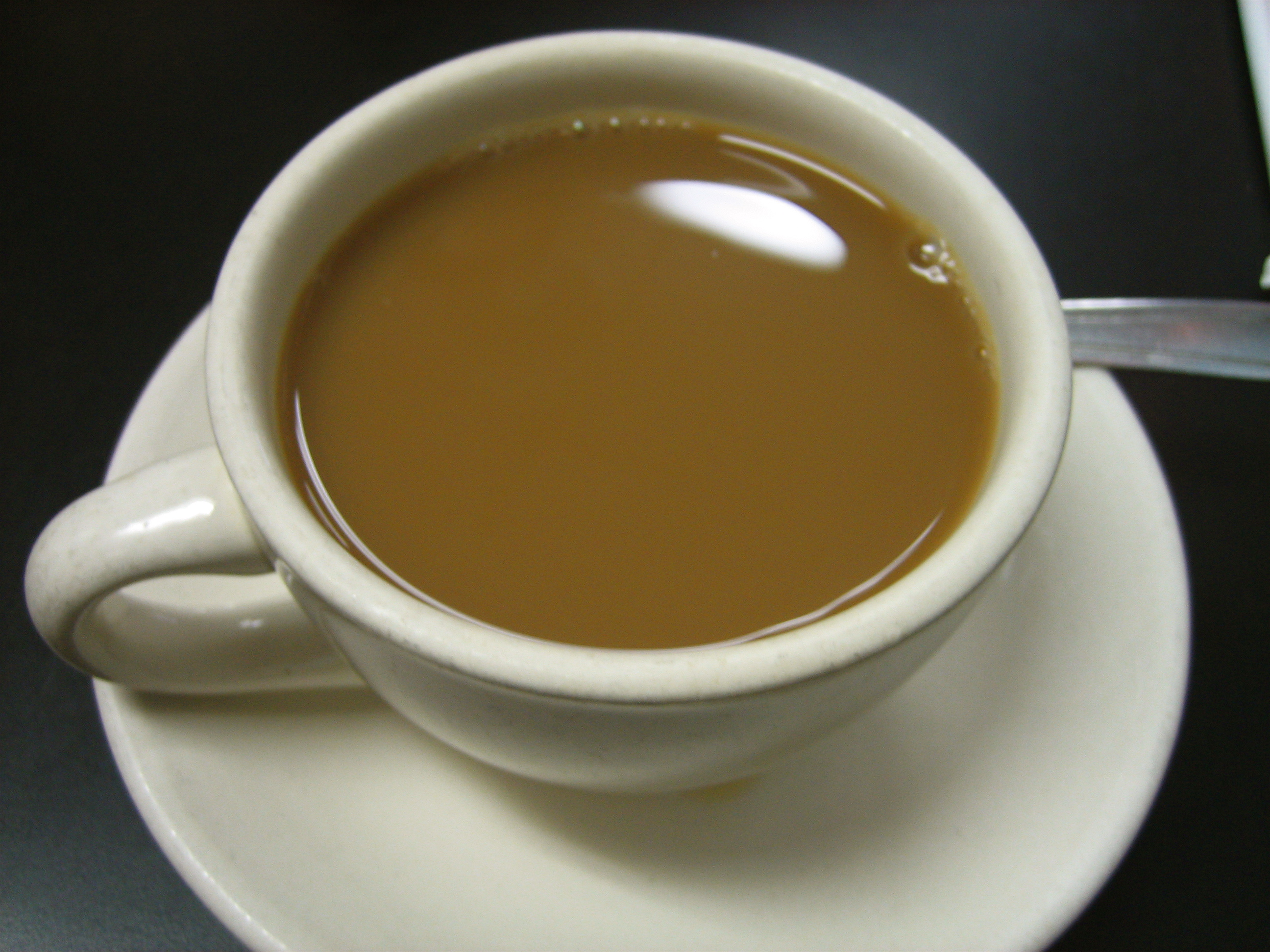
Café com leite

O café com leite não possui propriedades próprias, já que é uma mistura entre outras duas bebidas. Possui nutrientes do leite e do café, entre eles:
- Cálcio: ajuda na manutenção do sistema esquelético, na contração de músculos (cãibra), participa de funções enzimáticas e na coagulação do sangue. Sua deficiência pode causar osteoporose;
- Proteínas: elas exercem em várias funções de nosso corpo, que ajudam na composição da pele, dos hormônios, na defesa, na recuperação de energia (junto com a gordura) e na oxigenação do sangue;
- Cafeína: essa, por sua vez, se encontra no café. Atua sobre o sistema nervoso central, no metabolismo e na produção de suco gástrico. Na medicina é usado para acelerar o coração aumentando sua capacidade de trabalho.
- Vitamina B: existem vários tipos dessa vitamina e está presente em grande parte no café. Ajuda no metabolismo, na prevenção de doenças e no sistema nervoso;
- Antioxidantes: ajudam no combate de radicais livres, melhorando o desempenho na prática de esportes e qualquer outro esforço físico
- Vitamina A: está presente nos alimentos de origem animal (leite) é importante para a pele, previne infecções, ótimo para a visão e possui ação antioxidante.Os nutrientes dessa vitamina também age na reparação do epitélio da pele.

## Linguística
O café com leite também serve de expressão linguística, uma gíria. É usado para designar a pessoa que participa de uma ação com neutralidade (não pode dar conselho e não pode ser aconselhado), somente participando.
Existe também uma cor chamado café com leite, uma cor que possui propriedades de coloração parecida com a da bebida e é utilizada no vestuário e como forma de identificar manchas na pele.
Teve início com a República do Café com Leite, onde Minas Gerais e São Paulo se alternavam no poder por sucessivas eleições durante a república Velha.